# Đại biểu (Quốc hội Hoa Kỳ)
Đại biểu tại Quốc hội Hoa Kỳ (tiếng Anh: Delegate to Congress) là một thành viên không có quyền biểu quyết (non-voting delegate) của Hạ viện Hoa Kỳ. Đại biểu này được bầu lên tại một lãnh thổ của Hoa Kỳ hoặc tại Washington, D.C. với một nhiệm kỳ hai năm. Đừng lầm với các đại diện được bầu lên tại các tiểu bang của Hoa Kỳ, được gọi là dân biểu hay hạ nghị sĩ (representative). Trong khi không thể biểu quyết tại một cuộc họp gồm toàn thể Hạ viện Hoa Kỳ, một đại biểu không quyền biểu quyết có thể biểu quyết tại một cuộc họp của một ủy ban Hạ viện mà đại biểu này là thành viên. Các chức năng đại biểu này hiện nay là thường trực hơn, nhờ sự hỗ trợ của luật quốc hội (xem phần 891, Điều luật 48 của Hoa Kỳ). Tuy nhiên luật này có nói rằng "...quyền biểu quyết tại ủy ban phải theo quy định của Hạ viện." Vì thế, nếu như hệ thống đại biểu hoặc cá nhân nào với vai trò làm đại biểu mà gây đe dọa đến thẩm quyền của Hạ viện thì khối đa số trong Hạ viện có thể trừng phạt hay làm giảm chức năng của các đại biểu mà không cần phải hỏi ý kiến của Thượng viện Hoa Kỳ hay Tổng thống Hoa Kỳ.
Đại biểu chỉ phục vụ đặc biệt trong Hạ viện Hoa Kỳ nhưng không có đại biểu nào trong Thượng viện Hoa Kỳ bởi vì chỉ có vùng đất nào là tiểu bang của Hoa Kỳ thì mới có đại diện tại Thượng viện Hoa Kỳ. Các đại biểu không quyền biểu quyết và Ủy viên Cư dân của Puerto Rico phải chịu những hạn chế về việc nắm giữ chức vụ văn phòng, thí dụ, họ không thể nắm giữ một chức vụ liên bang khác trong cùng một lúc. Họ nhận lương bổng và những ưu tiên khác tương tự như một thành viên toàn phần (hạ nghị sĩ hay dân biểu) của Hạ viện. Họ chỉ được đài thọ giới hạn 4 lượt đi máy bay hai chiều mỗi năm.

## Lịch sử
Năm 1993, Quốc hội Hoa Kỳ lần thứ 103 chấp thuận thay đổi luật cho phép 4 đại biểu và 1 ủy viên cư  dân biểu quyết tại Hạ viện Hoa Kỳ, nhưng chỉ giới hạn trong Ủy ban Hạ viện Hoa Kỳ (Comittee of the Whole). Tuy nhiên, nếu một dự luật nào đó được thông qua hay bị đánh bại trong Ủy ban Hạ viện Hoa Kỳ bởi 1 lá phiếu của một đại biểu thì lần biểu quyết thứ hai sẽ được thực hiện mà không có các đại biểu tham dự. Nói cách khác, các đại biểu được phép bỏ phiếu chỉ khi nào lá phiếu của họ không có tác dụng vào kết quả chung cuộc đối với 1 dự luật. Sự thay đổi này đã bị Đảng Cộng hòa phản đối vì tất cả năm đại biểu hoặc là người Đảng Dân chủ hoặc là đồng minh với Đảng Dân chủ vào lúc đó). Năm 1995, sự thay đổi này đã bị Quốc hội Hoa Kỳ lần thứ 104 đảo ngược, tước bỏ quyền biểu quyết, thậm chí là quyền biểu quyết không có tính quyết định của các đại biểu. Lần này thì Đảng Dân chủ phản đối vì họ mất đi 5 đại biểu thuộc Đảng Dân chủ hay đồng minh với Đảng Dân chủ. Tháng 1 năm 2007, các đảng viên Dân chủ trong Hạ viện Hoa Kỳ đề nghị tái sinh lại luật cho phép các đại biểu quyền biểu quyết như năm 1993-1995. Hạ viện chấp thuận lời đề nghị này bằng tỉ lệ phiếu thuận chống là 226–191.
Hiện tại luật không chỉ cho phép các đại biểu biểu quyết tại các ủy ban hiện thời của Hạ viện Hoa Kỳ mà còn trong các ủy ban quốc hội có quyền lực (xem Luật Hạ viện III, 3[b]). Các ủy ban quốc hội gồm có cả đại diện của Thượng và Hạ viện Hoa Kỳ.

## Các trường hợp đặc biệt

### Những lãnh thổ trước khi trở thành tiểu bang
Khi Hoa Kỳ phát triển trong thế kỷ 19, các đại biểu không quyền biểu quyết được sử dụng tại các lãnh thổ đang xúc tiến để trở thành tiểu bang của Hoa Kỳ. Lãnh thổ Dakota có một đại biểu không quyền biểu quyết từ năm 1861 đến 1889.

### Các lãnh thổ hiện tại
Một lãnh thổ, theo luật Hoa Kỳ, là một khu vực thẩm quyền phần nhiều là tự trị, riêng biệt có công dân Hoa Kỳ hoặc kiều dân của Hoa Kỳ sinh sống vì những lý do chính trị, lịch sử hay hiến pháp nào đó, thì không coi là tiểu bang của Hoa Kỳ. Theo Hiến pháp Hoa Kỳ chỉ có tiểu bang mới được phép có đại diện trong Quốc hội Hoa Kỳ. Trước năm 2009, 3 lãnh thổ của Hoa Kỳ có đại biểu không quyền biểu quyết đó là: Samoa thuộc Mỹ, Guam, và Quần đảo Virgin thuộc Mỹ. Quần đảo Bắc Mariana bầu Gregorio Sablan làm đại biểu đầu tiên của mình vào tháng 11 năm 2008.

### Đặc khu Columbia
Đặc khu Columbia, còn được biết tên là Washington, D.C., thủ đô của Hoa Kỳ, về kỹ thuật là một đặc khu liên bang — không phải là một lãnh thổ, thịnh vượng chung hoặc vùng quốc hải — nhưng, để đại diện tại Hạ viện, đặc khu này chỉ được phép có một đại biểu không quyền biểu quyết.

### Puerto Rico
Puerto Rico, một thịnh vượng chung của Hoa Kỳ, được phép có một ủy viên cư dân không quyền biểu quyết. Ủy viên cư dân này có địa vị tương tự như các đại biểu không quyền biểu quyết khác tại Hạ viện nhưng phục vụ một nhiệm kỳ 4 năm. Ủy viên cư dân là người duy nhất được bầu vào Hạ viện với nhiệm kỳ 4 năm; tất cả các đại biểu không quyền biểu quyết còn lại và tất cả các dân biểu truyền thống có quyền biểu quyết thông thường khác chỉ phục vụ 1 nhiệm kỳ 2 năm.

### Philippines
Từ năm 1907 cho đến 1946, khi Philippine vẫn còn là một thịnh vượng chung của Hoa Kỳ, Philippines cũng có gửi một đại biểu không quyền biểu quyết đến Hạ viện Hoa Kỳ.